# Ozren Grabarić
Ozren Grabarić (Zagreb, 17. srpnja 1980.) je hrvatski kazališni, televizijski i filmski glumac. Dramski je prvak Gavelle te docent na Akademiji dramske umjetnosti u Zagrebu na katedri za scenski govor.

## Život i karijera
Ozren Grabarić rodio se u Zagrebu. Otac je bio profesor kemije, i zbog posla se obitelj preselila u Barcelonu. U Barceloni završio je srednju školu. 1999. odlazi u Zagreb studirati glumu na Akademiji dramske umjetnosti. Diplomirao je 2006. ulogom Urbana u Krležinoj Ledi u klasi Neve Rošić. Iste godine postaje član ansambla Gradskog dramskog kazališta Gavella. 
Prva uloga u Gavelli bila je u predstavi Majstor i Margarita. Ulogom tkalca Nika Vratila u predstavi Aleksandra Popovskog San Ivanjske noći dokazao je izniman potencijal za komedijom. Za tu ulogu, osvojio je Nagrada hrvatskog glumišta za najbolju sporednu mušku ulogu 2008. godine i nagradu Ardalion. U matičnom kazalištu ostvario je nagrađivana i hvaljena ostvarenja naslovnih uloga u predstavama Peer Gynt, Tartuffe i Rikardu Trećem; Pube Fabriczya u predstavi Gospoda Glembajevi, Kreonta u Antigoni, Porfirija Petroviča u Zločinu i kazni i Andreja u Tri sestre.  U Zagrebačkom kazalištu mladih, odigrao je ulogu u Hinkemannu, za koju mnogi vjeruju da je njegov magnum opus.
Široj javnosti poznat je po svojim glavnim ulogama u filmovima Koko i duhovi, Ljudožder vegetarijanac, Sve najbolje te Moj dida je pao s Marsa. Na televiziji, zajedno s Jadrankom Đokić igrao je fiktivnu verziju sebe u seriji Moja 3 zida, te pojavio se u sporednim ulogama u popularnim serijama Bitange i princeze, Stipe u gostima, Ko te šiša i Crno-bijeli svijet. 2017. osvojio je Nagradu hrvatskog glumišta za glumačko ostvarenje u radio drami.
Snimio je preko stotinu sinkronizacija za animirane filmove. Zapažene su mu uloge zebre Martya u Madagaskar franšizi, Ždrala u trilogiji Kung Fu Pande, MaksimUma u MaksimUmu, Barry Bensona u Pčelinjem filmu, Ranka u filmovima Čudovišta iz ormara, Kralja Bombončića u filmu Krš i lom, Karla u filmu Moj ljubimac Marmaduke, Ždere u trilogiji Kako izdresirati zmaja i mnoge druge. Posudio je glas Kralju Louieu u hrvatskoj inačici Knjige o džungli.
Radi na Akademiji dramskih umjetnosti kao profesor scenskog govora. Rečeno je za Grabarića da je najbolji glumac svoje generacije. Tečno govori španjolski, katalonski i engleski.

## Filmografija

### Televizijske uloge
- "Oblak u službi zakona" kao Nikola Oblak (2022.)
- "Mrkomir Prvi" kao Slavomir (2020.)
- "Ko te šiša" kao Marić (2018.)
- "Crno-bijeli svijet" kao profesor Đuro Marksist (2016. – 2019.)
- "Glas naroda" kao TV urednik (2014.)
- "Počivali u miru" kao Boris Drobnjak (2013.)
- "Stipe u gostima" kao direktor (2013.)
- "Brak je mrak" (2012.)
- "Bitange i princeze" kao Želimir Matić (2009.)
- "Moja 3 zida" kao Ozren (2009.)
- "Stipe u gostima" kao Domini (2009.)
- "Operacija Kajman" kao Krešimir Horvat (2007.)
- "Luda kuća" kao Bruno (2006.)
- "Žutokljunac" kao sportski komentator (2006.)
- "Nora Fora" kao Oto (glas) (2004.)

### Filmske uloge
- "Moj dida je pao s Marsa" kao Dodo (glas) (2019.)
- "Posljednji Bunar" kao Otac (2017.)
- "Sve najbolje" kao Martin (2016.)
- "Ljubav ili smrt" kao Josip Milić (2014.)
- "Zagonetni dječak" kao Josip Milić (2013.)
- "Zagorski specijalitet" kao policajac #1 (2012.)
- "Košnice" kao Matija (2012.)
- "Životinjsko carstvo" kao tata (2012.)
- "Iris" (2012.)
- "Ljudožder vegetarijanac" kao Mario Filipović (2012.)
- "Fleke" kao skitnica (2011.)
- "Koko i duhovi" kao Josip Milić (2011.)
- "Majka asfalta" kao Ozren (2010.)
- "Sin moj!" kao dr. Andrej Bacelj (2006.)
- "Snivaj, zlato moje" kao profesor Laslo (2005.)

### Sinkronizacija
- "Hotel Transilvanija: Transformanija" kao Abraham Van Helsing (2022.)
- "Hej Dagi!" kao Narator (2015.)
- "Zmaj iz čajnika" kao Long (2021.)
- "Spider-Man: Novi svijet" kao Spider-Ham/Peter Prasker (2018.)
- "Hotel Transilvanija 3: Praznici počinju!" kao Abraham Van Helsing (2018.)
- "Ljepotica i zvijer" kao Le Fou (2017.)
- "Prste(n) k sebi" kao Oskar (2016.)
- "Knjiga o džungli" kao Kralj Louie (2016.)
- "Svemirska avantura 2" kao Vanja (2016.)
- "Zootropola" kao Lazo Lazić (2016.)
- "Saba: Mali ratnik velikoga srca" (2015.)
- "Mali princ" kao umišljeni čovjek (2015.)
- "Blinky Bill: Neustrašiva koala" kao Jacki (2015.)
- "Dobri dinosaur" kao Munjokljun (2015.)
- "Izvrnuto obrnuto" kao Tatin bijes, dostavljač pizze, Lupetalo, policajac Pero (2015.)
- "Kod kuće" kao kapetan Smek (2015.)
- "Avanture gospodina Peabodyja i Shermana" kao Leonardo Da Vinci i francuski seljak (2014.)
- "Croods" kao Belt (2013.)
- "Turbo" kao Limena Sjajić i vozač turističkog autobusa (2013.)
- "Dibo" kao Dibo (2013.)
- "Čudovišta sa sveučilišta" kao Ranko (2013.)
- "Krš i lom" kao Kralj Bombončić/Turbo (2012.)
- "Pupijeva potraga" kao Manta (2012.)
- "Hotel Transilvanija" kao Quasimodo (2012.)
- "Sammy 2: Morska avantura" kao Tonko (2012.)
- "Merida hrabra" kao Vrana i Gordon (2012.)
- "Lorax: Zaštitnik šume" kao Štancerov brat Branko, tip u O'Haravoj reklami #1 (2012.)
- "Rio" kao Tipa i šišmiš (2011.)
- "Rango" kao Furgus i službenik u banci (2011.)
- "Auti 2" kao Profesor Zündapp (2011.)
- "Štrumpfovi" kao Kuhar Štrumpf (2011.)
- "Moj ljubimac Marmaduke" kao Karlo (2010.)
- "MaksimUm" kao MaksimUm i Bernard (2010.)
- "Mr. Moon" kao Silva (2010.)
- "Kako izdresirati zmaja 1, 2, 3" kao Ždero (2010., 2014., 2019.)
- "Priča o igračkama 2" kao Al (2010.)
- "Planet 51" kao Skiff (2009.)
- "Casper u školi strave" kao Casper (2009. – 2012.)
- "Igor" kao Mozak (2008.)
- "Lovci na zmajeve" kao Gwizdo (2008.)
- "Horton" kao Morton (2008.)
- "Don Quijote: Magareća posla" kao Rucio (2008.)
- "Strikeball utakmica na Uskršnjem otoku" kao Melvo (2008.)
- "Sezona lova 2" kao Eliot (2008.)
- "Stravičan u Ludi Svijet" kao Billy (2008.)
- "Kung Fu Panda 1, 2, 3" kao Ždral (2008., 2011., 2016.)
- "Knjiga o džungli 2" (2008.)
- "Juhu-hu" kao Lalo (2007.)
- "Divlji valovi" (2007.)
- "Shrek 1" (2007.)
- "Osmjehni se i kreni! i čađa s dva Plamenika" kao Smilz (2007.)
- "Shrek Treći" kao Cvilidreta, dadilja patuljak i zli patuljak (2007.)
- "Pčelin film" kao Barry Benson (2007.)
- "Ružno pače i ja" kao Vilim (2006.)
- "Mravator" kao Zok (2006.)
- "Kuća monstrum" kao Marijan "Glava" Glavurdić (2006.)
- "Čiča miča, (ne)sretna je priča" kao Munk (2006.)
- "Vremenske svjetiljke tajanstvenog otoka" kao Rapaki (2006.)
- "Skatenini i Zlatne dine" kao Evere (2006.)
- "Sezona lova" kao Eliot (2006.)
- "Ples malog pingvina" kao Raul (2006.)
- "Auti" kao Šmak Bak (2006.)
- "Zov divljine" kao Kloak i Kamo (2006.)
- "Pusti vodu da miševi odu" kao Tex, telefon "Uzima", Limo, naprstak Ted, čovjek, ljuti broski vozač, žabac i prodavač obožavatelja (2006.)
- "Kad krave polude" kao Freddy (2006.)
- "Ledeno doba 2, 3, 4, 5" kao Edo (2006., 2009., 2012., 2016.)
- "Znatiželjni George" kao menadžer, brodski putnik, brodski radnik #1, vozač taksija "Vidio", slikar #2, reporter, čovjek u muzeju i bojač zida (2006.)
- "Tko je smjestio Crvenkapici" kao 2-Tone, Tommy, Mile, čovjek, patak i Glen (2006.)
- "Čarobni vrtuljak" kao zec Dino (2005.)
- "Hrabri Pero" kao Zvonimir "Kliker" Visokonoški (2005.)
- "Animotoza u zemlji Nondove" kao Choppy (2005.)
- "Madagaskar 1, 2, 3" kao Marty (2005., 2008., 2012.)
- "Okretala se i čarolija zrcala" kao Capoe (2004.)
- "Sinbad: Legenda o sedam mora" (2003.)
- "Josip: Kralj snova" kao Ruben (2000.)
- "Careva nova škola" kao sporedne uloge
- "Garfield i prijatelji" kao Wade
- "Nevolje malog soba" kao Darko

## Vanjske poveznice
- Ozren Grabarić u internetskoj bazi filmova IMDb-u (engl.)
- [neaktivna poveznica]